# Arkeologiska hjärnfynd
Arkeologiska hjärnfynd är fynd av hjärnor, eller del av hjärnor eller hjärnmassor, från människor och djur från äldre tider. Ett av de mer uppmärksammade fynden gjordes i York, Storbritannien, 2008. Den grå klumpen av hjärnmassa är förhållandevis välbevarad och antas vara omkring 2500 år gammal.